# 克里斯蒂安·乌加尔德
克里斯蒂安·乌加尔德（西班牙語：Cristian Ugalde，1987年10月19日—），西班牙男子手球运动员。他曾代表西班牙国家队参加2012年夏季奥林匹克运动会男子手球比赛，获得第七名。